# Joseph-Louis-Victor Jullien
Pour les articles homonymes, voir Jullien et Bidon.
Joseph-Louis-Victor Jullien de Bidon est un général et haut fonctionnaire français né le 12 mars 1764 à Lapalud (Comtat Venaissin) où il est mort le 19 mai 1839. Il fut général de brigade en 1803, préfet du Morbihan de 1801 à 1814 puis sous les Cent-Jours, commandeur de la légion d'honneur en 1804, conseiller d'état en service extraordinaire en 1805 et comte de l'Empire en 1810.

## Biographie

### Origines familiales
Fils de Jean-François de Jullien (1726-1786) et de son épouse Anne Arnoux (1744-1816), Joseph-Louis-Victor de Jullien naît au château des Frémigières à Lapalud. Son père est un militaire qui prend sa retraite avec le grade de capitaine. Sa mère est la fille du viguier de Lapalud, Joseph Arnoux.
Louis est le deuxième d'une fratrie de douze enfants, dont sept parviennent à l'âge adulte ; les cinq garçons ayant atteint l'âge adulte font carrière dans l'armée, comme officiers de différentes armes :
- Alexandre (1763-1764) ;
- Benoît (1766-1785), militaire mort à Pondichéry ;
- Louise (1767-1769) ;
- Auguste (1768-1800), militaire mort à Alexandrie ;
- Thomas (1773-1798), aide de camp de Bonaparte en Égypte, mort à Alkam ;
- Françoise (1769-1794) ;
- Suzanne (1770-1793) ;
- Marie (1772-1785) ;
- Sophie (1772-1786) ;
- Frédéric (1785-1825), militaire, chevalier de l'Empire ;
- Marie Félicité (1775-1849).épouse en 1804 Théodore Brezun (1777-1842), maire de Lapalud.

### Condisciple de Bonaparte à Valence
Ayant obtenu une bourse du roi, le jeune Jullien part étudier au collège de Brienne où il fait la connaissance en 1779 d’un camarade plus jeune que lui, qui deviendra par la suite son ami, puis son protecteur : le jeune Napoléon Bonaparte,. Élève surnuméraire d'artillerie de l’École Royale de Metz le 16 août 1781, élève le 18 janvier 1782, Jullien est reçu 28e sur 33, au concours des officiers de 1783 avec le grade de sous-lieutenant. Il est affecté, le 1er septembre 1783, au régiment de La Fère en garnison à Valence, pour parfaire sa formation d'artilleur. Sorti lieutenant en second de l’École d’artillerie de Valence le 1er septembre 1783, il sert au 2e régiment d’artillerie de Besançon le 4 juillet 1784, puis passe au régiment d’artillerie de La Fère le 3 octobre 1784. Rejoint l’année suivante par Bonaparte, ils poursuivent ensemble leur formation théorique et pratique. Une réelle amitié se noue entre les deux hommes. Et lorsqu'au cours de ses nombreuses permissions, Bonaparte regagne sa Corse natale, il n'est pas rare qu'il fasse une halte dans la maison familiale Jullien à Lapalud,. Le chemin des deux hommes se sépare quelques années plus tard. Ils ne se retrouveront qu'en 1798 pour mettre sur pied l'expédition d'Égypte.

### Campagnes de la République
Jullien est nommé lieutenant en premier le 1er mai 1789 et passe capitaine d'artillerie en second au 5e régiment de la même arme le 1er avril 1791. Il devient adjoint aux adjudants-généraux de l’armée du Midi le 1er mai 1792, adjudant-général chef de bataillon le 10 pluviôse an II, et adjudant-général chef de brigade le 25 prairial an III. Il fait par la suite les campagnes de l'an III à l'an VI aux armées du Rhin, de Rhin-et-Moselle et d'Angleterre.

« D'un patriotisme des plus fortement prononcés ; capable des plus grands services pour le bien et le raffermissement de la République et de la liberté. Officier d'un mérite distingué, soit comme officier d'artillerie, soit comme officier d'état-major, zélé, actif, très-intelligent »

— Achille Duvignau, Mémoire de proposition au grade d’adjudant-général adressé à la commission de l'organisation et du mouvement des armées

« Son activité, son zèle m’ont rendu de grands services. Il a créé des moyens, il a fait honneur à son arme »

— Bernadotte - 9 mars 1797

### Campagne d'Égypte
Jullien retrouve Bonaparte pour préparer l'expédition d'Égypte et embarque le 30 floréal an VI avec l'armée d'Orient. Son jeune frère Thomas Prosper Jullien est alors aide de camp du général en chef Bonaparte. Mais deux semaines seulement après le débarquement français à Alexandrie, son frère Prosper se fait assassiner près du village d'Alkam alors qu'il portait des lettres adressées à l’amiral Brueys et aux généraux Kléber et Jacques-François Menou. À la suite de ce décès, le général en chef lui fait parvenir ces quelques mots :

« J'ai été extrêmement peiné. C'est une perte que je sais évaluer et qui ne fait qu'accroître l'amitié que je vous ai vouée. Écrivez-moi quelquefois, et croyez au désir que j'ai de vous être utile. »

— Bonaparte - 1798
Après la prise de possession du delta, Louis Jullien est nommé commandant de la place de Rosette. Cette fonction prend toute son importance dans un pays occupé où l'armée doit puiser toutes ses ressources. C’est à l’adjudant-général Jullien, commandant de la ville, que le lieutenant Bouchard annonce en premier, en juillet 1799, sa découverte de la Pierre de Rosette et c’est lui, en tant que commandant de Rosette, qui l’adresse à l’Institut d’Égypte au Caire.

#### Bataille contre El-Mohdhy
Au mois de floréal an VII un fanatique, qui se disait l'ange El-Mohdhy et qui était parvenu à former une armée d'Arabes de différentes tribus et de Mamelouks, s'avance vers le Nil ; repoussé par le chef de brigade Lefebvre, l'ange se présente devant Rosette, pensant pouvoir s'en emparer aisément. Mais Jullien marche au-devant de lui, le bat et le force à se retirer avec précipitation.

#### Bataille navale d’Aboukir
Au mois de thermidor suivant Jullien commet un acte de désobéissance, qui aurait pu le compromettre si le succès lui avait échappé. Les Turcs débarquent sur la plage d'Aboukir. Marmont, commandant à Alexandrie, effrayé de l'attaque dont il se croit menacé, envoie courrier sur courrier au général en chef pour presser l'arrivée de l'armée et ordonne à toutes les garnisons relevant de son commandement de venir le joindre. Jullien sent qu'il y aurait de graves inconvénients à évacuer Rosette et il y reste bien qu'il n'ait que 200 hommes avec lui ; mais il s'est fait aimer des habitants et compte sur leur bienveillant appui. Il écrit au général en chef pour lui expliquer les motifs de sa détermination et pour lui recommander sa mémoire s'il succombait. Cependant le bruit de l'évacuation court dans la ville. Une députation de trente-six notables se présente à Jullien ; un vieillard de la députation lui dit au nom de tous : « Commandant, on assure que tu vas nous quitter. Reste ici parmi des amis ; tu nous as gouvernés en père ; personne n'a à se plaindre de toi ; tu n'as dérobé l'argent d'aucun de nous ; tu peux compter sur l'attachement que nous t'avons voué ; nous combattrons à tes côtés si l'on vient t'attaquer ; mais si tu pars, ne t'offense pas si, pour éviter la vengeance des Osmanlis, nous nous montrons tes ennemis ; nous serons peut-être obligés de tirer sur toi, mais sois sûr que nos coups ne t'atteindront pas. » Jullien leur répond qu'il a foi en eux et qu'il ne leur demande qu'une neutralité complète, attendu qu'il a des forces suffisantes pour défendre Rosette. Pendant les huit jours qui suivent le débarquement des troupes et qui précédent l'arrivée de notre armée, les effets suivent les promesses. Il n'y a pas la plus légère sédition, et chacun s'empresse de fournir au commandant les moyens de faire parvenir à l'armée des vivres et des munitions. 
Le général en chef Bonaparte envoie à Jullien une lettre de félicitations pour sa conduite :

« Je vous félicite, citoyen commandant, de la belle conduite que vous avez tenue dans ces circonstances difficiles. Vous avez rendu un grand service à l'armée »

— Bonaparte - 1799

« L’adjudant-général Jullien se conduit à Rosette avec autant de sagesse que de prudence ; il fait conduire dans le fort les munitions, les vivres et les malades, mais il reste dans la ville avec la plus grande partie des deux cents hommes environ qu’il avait sous ses ordres ; il maintient la confiance et la tranquillité dans la province et dans le delta, et son intrépidité en impose aux agents de l’ennemi. »

— Berthier - 1827

« L’adjudant-général Jullien gouverne en bon militaire et en sage administrateur […] L’adjudant-général Jullien remplit parfaitement ses fonctions. Menou, 23 juillet 1799. »

### Préfet du Morbihan (1801-1815)

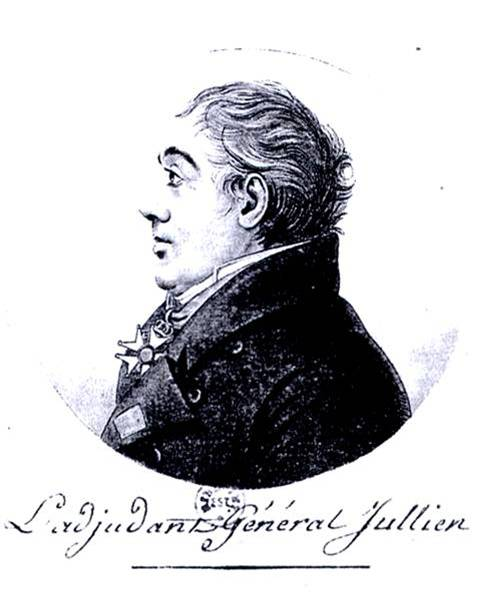
L'adjudant-général Jullien, vers 1800 (lithographie BNF).

Rentré en France au mois de germinal an IX il est nommé, par arrêté du 9 thermidor de la même année, préfet du département du Morbihan,,,. Nomination à laquelle Jullien répond : « Que je sois jugé utile dans la carrière de l’administration, ou rappelé dans les rangs de mes anciens camarades, ma patrie et le héros qui fait son bonheur et sa gloire peuvent compter sur mon dévouement sans bornes ». Les difficultés qui l'attendent sont de nature à décourager un homme moins résolu. C'est en effet l'époque de la « grande chouannerie » dont Cadoudal est le personnage central. En prenant ses fonctions le nouveau préfet se trouve confronté à une conjoncture économique catastrophique. L'agriculture est déficiente, l'industrie et le commerce sont ruinés par le blocus anglais, les voies de communication sont insuffisantes. La misère du petit peuple est affreuse. La sous-alimentation, le défaut d'hygiène, le manque de médecins ont pour conséquence une dramatique surmortalité. Mis en traitement de non-activité comme adjudant-général le 1er vendémiaire an X, le Premier consul l'élève au grade de général de brigade le 11 fructidor an XI (1803), tout en lui conservant la préfecture qu'il lui avait confiée. Grâce à une politique ferme mais généreuse envers ceux qui acceptent de déposer les armes, le nouveau préfet obtient rapidement la reddition de nombreux chouans et la pacification du département. 

#### Arrestation de Wright
Le 8 mai 1804 il prévient le ministre de la Justice que parmi les individus capturés par les chaloupes canonnières, il avait reconnu, pour l'avoir vu en Égypte, un agent de l'Angleterre, nommé Wright, et qu'il tient en arrestation. C'était cet Anglais qui avait jeté sur la côte Georges Cadoudal et son complice. En récompense de sa loyauté l'Empereur, qui sait se montrer généreux envers ses fonctionnaires les plus loyaux, lui donne la croix de commandeur de la Légion d'honneur le 25 prairial an XII (14 juin 1804), et l'invite à son sacre le 2 décembre de la même année. En janvier 1805, Napoléon Ier annonce la nomination du préfet Jullien comme conseiller d'État en service extraordinaire. Ainsi à 49 ans, Louis Jullien compte parmi les grands dignitaires de l’Empire : préfet, général de brigade, commandeur de la légion d’honneur et conseiller d’État. Enfin, il est fait comte de l’Empire par lettre patente du 14 février 1810.

### Sous la Restauration
La Grande Armée, décimée dans les plaines russes, ne peut contenir la poussée des armées des puissances coalisées. La France est envahie et l'abdication de Napoléon ramène les Bourbons au pouvoir. Dans un premier temps Louis XVIII ne peut démanteler les solides structures administratives mises en place sous le Consulat et l'Empire et Jullien reste provisoirement à son poste. Toutefois, à la fin du mois de juillet 1814, Jullien est rayé du tableau des conseillers d'État et Louis XVIII le remplace dans sa préfecture par le comte de Floirac, le 26 juillet 1814.
Napoléon, de retour au pouvoir, lui rend sa préfecture le 22 mars 1815. Il la perd définitivement en juillet suivant, à la suite de la défaite de l'armée impériale à Waterloo. Le général Jullien est resté préfet près de quatorze années, à une époque où la moyenne s'établissait autour de quatre ans et demi. Cette durée constitue à elle seule un record de longévité.
Admis à la retraite avec le grade de lieutenant-général le 4 septembre de la même année, il se retire à Lapalud. Le 19 août 1830, le préfet du Vaucluse le nomme maire de Lapalud. Peu après, déçu par la politique de Louis-Philippe il abandonne ses fonctions. Il meurt le 19 mai 1839 dans sa résidence de Kerchêne à Lapalud.

### Mariage
Le 3 avril 1805 (13 germinal an XIII), il épouse à Lapalud Cécile Rosalie Charlotte Gauttier, fille de Nicolas Frédéric Gauttier, notaire à Lapalud, et de Rosalie Rivière de Chazalon.

## Décorations
- Légion d'honneur :
  - Légionnaire le 19 frimaire an XII (11 décembre 1803) ;
  - Commandant le 25 prairial an XII (14 juin 1804).

## Titres
- Comte de l'Empire (lettres patentes du 14 février 1810).

### Armoiries
| Figure | Blasonnement |
| ------ | --- |
|        | Armes du comte Jullien et de l'Empire Écartelé : au 1, de gueules, au lion d'or ; au 2, d'or, à un ours rampant de sable, posé en bande ; au 3, d'or, à un palmier de sinople ; au 4, d'hermine plein ; au canton des comtes conseillers d'État brochant sur la partition,. |
|        | Armes du comte Jullien Écartelé : au 1, de gueules, au lion d'or ; au 2, d'or, à un ours rampant de sable, posé en bande ; au 3, d'or, à un palmier de sinople ; au 4, d'hermine plein,.                                                                                    |

## Hommages
- En août 1858, la municipalité de Lapalud organise une cérémonie pour honorer la mémoire des héros de la Grande Armée, pendant laquelle le général Jullien est mis à l'honneur.
- Une des portes de la ville de Lapalud prend le nom de « porte Jullien » en 1862, pour « transmettre à la postérité la plus reculée le souvenir de ce génie militaire » et que les générations futures puissent s'enorgueillir que Lapalud « ait donné le jour à une célébrité de premier ordre ».
- Une rue, portant son nom à Pontivy (rue Jullien) rappelle aux Morbihannais la sage administration du préfet.
- Le 13 novembre 2004, Pontivy a rendu hommage au préfet Jullien lors de la célébration du bicentenaire du baptême de Napoléonville. Pour l'occasion Elizabeth Allaire, préfet du Morbihan, a revêtu l'uniforme de son prédécesseur.
- La ville de Vannes a rendu hommage au préfet Jullien lors des fêtes historiques 2009 en présentant à l'occasion une reconstitution de la nomination de Joseph-Louis-Victor Jullien à la fonction de préfet du Morbihan et de son arrivée dans la ville.
- En avril 2011, la ville de Lapalud rend hommage au général Jullien au travers de l’exposition « De mémoire de Lapalutiens ». Cette exposition, en partie dédiée au célèbre bonapartiste, retrace l'histoire du château de Kerchêne et de la famille Jullien.
- Au printemps 2010, à l'occasion du bicentenaire du corps préfectoral, les archives départementales du Morbihan retracent à travers une grande exposition, 200 ans de corps préfectoral dans le Morbihan. Une partie importante de cette exposition est consacrée au "premier préfet à marquer l'histoire du département" : le Comte d'Empire et Conseiller d’État Jullien[25].

## Autres fonctions
- Préfet du Morbihan :
  - 28 juillet 1801 - 26 juillet 1814 ;
  - 22 mars 1815 - 14 juillet 1815 (Cent-Jours).
- Conseiller d'État :
  - Le 12 pluviôse an XII ;
  - En service extraordinaire (1er février 1805 - 26 juillet 1814).
- Maire de Lapalud (19 août 1830 - 12 septembre 1831).

## Pensions, rentes, etc.
- Bénéficiaire d'une dotation de 4 000 francs sur Rome le 3 décembre 1809 ;
- Bénéficiaire d'une pension 6 000 francs le 4 novembre 1814 ;
- Admis au traitement de retraite comme maréchal de camp le 4 septembre 1815 avec une pension de 3 000 francs à compter du 1er juillet 1815.